# Burgruine Grimmenstein (St. Margrethen)
Die Burgruine Grimmenstein ist die Ruine einer Höhenburg oberhalb von St. Margrethen im Schweizer Kanton St. Gallen. Sie ist ein Kulturgut von regionaler Bedeutung.

## Geschichte
Die Burg wurde in der ersten Hälfte des 13. Jahrhunderts auf Anregung des St. Galler Abtes Berchtold von Falkenstein errichtet. Daraufhin wechselte sie mehrfach den Besitzer. Im 14. Jahrhundert diente die Burg Raubrittern als Bleibe. Im Jahr 1416 wurde sie geschleift und nicht wieder aufgebaut. Die Ruine wurde später als Steinbruch genutzt. Erhalten sind nur der Eckrest eines Wohnturmes, einer Zisterne und Mauerreste weiterer Gebäude.
Im ersten Stock der Ruine des Wohnturms sind noch Spuren des Hocheinganges sichtbar. Der Turm selbst war auf der Angriffsseite stärker befestigt.
1936–1938 wurde die Anlage ausgegraben und gesichert. Im Jahr 2023 wurde das Turmfragment restauriert, 2024 die Umfriedung und übrigen Gebäudereste.

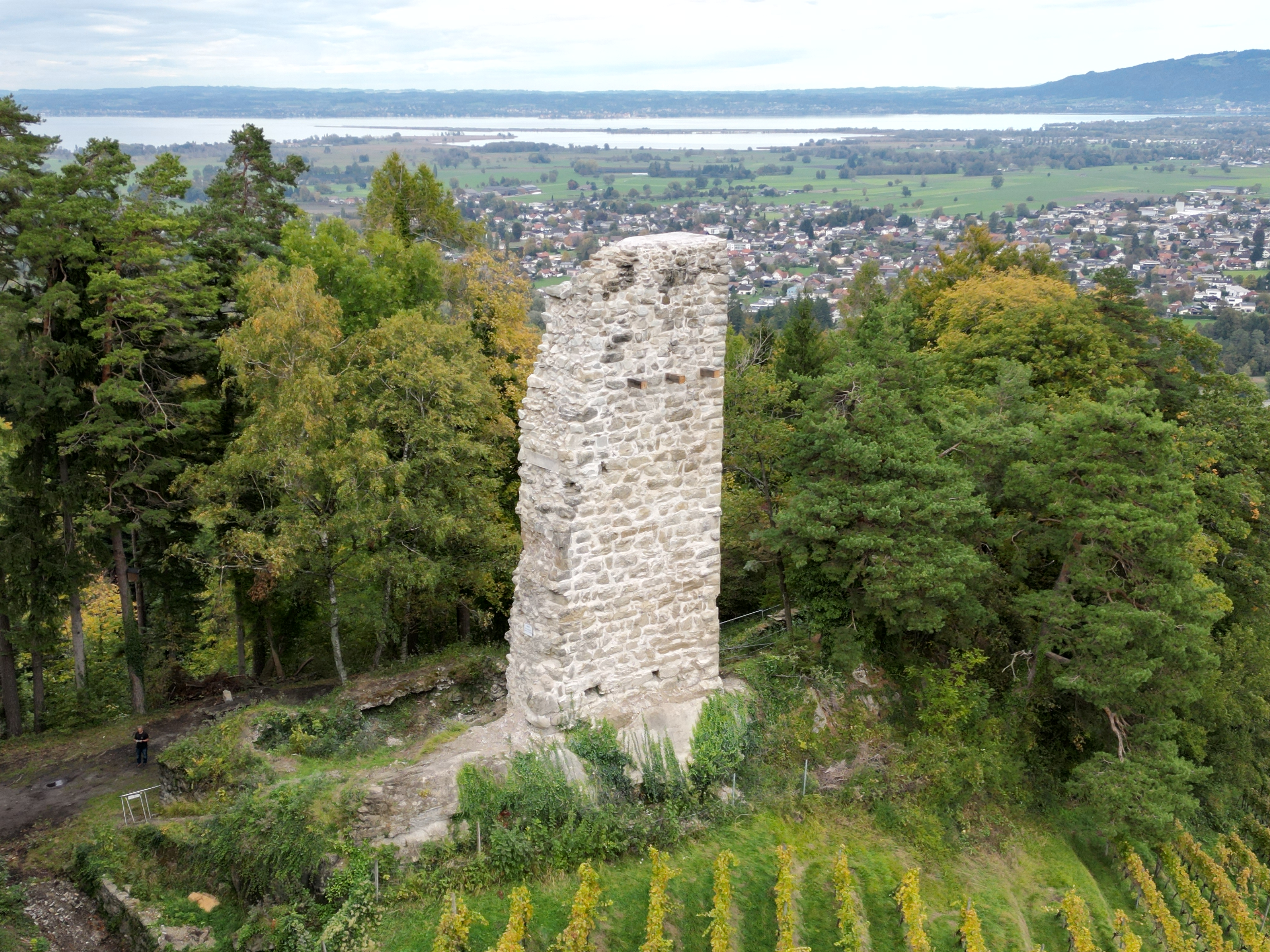
Burgruine Grimmenstein (Luftaufnahme: Blickrichtung Norden)
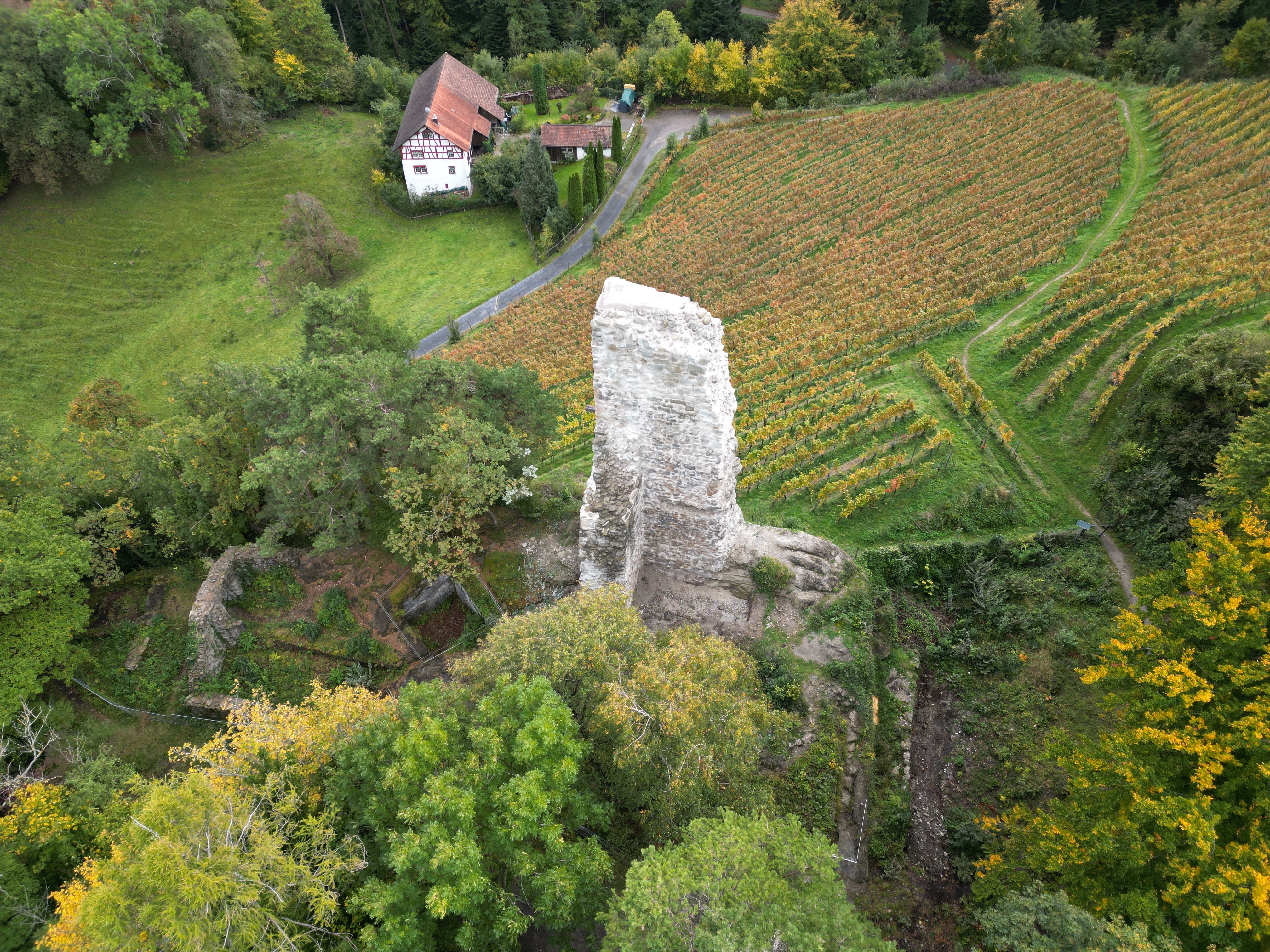
Burgruine Grimmenstein (Luftaufnahme: Blickrichtung Süden)
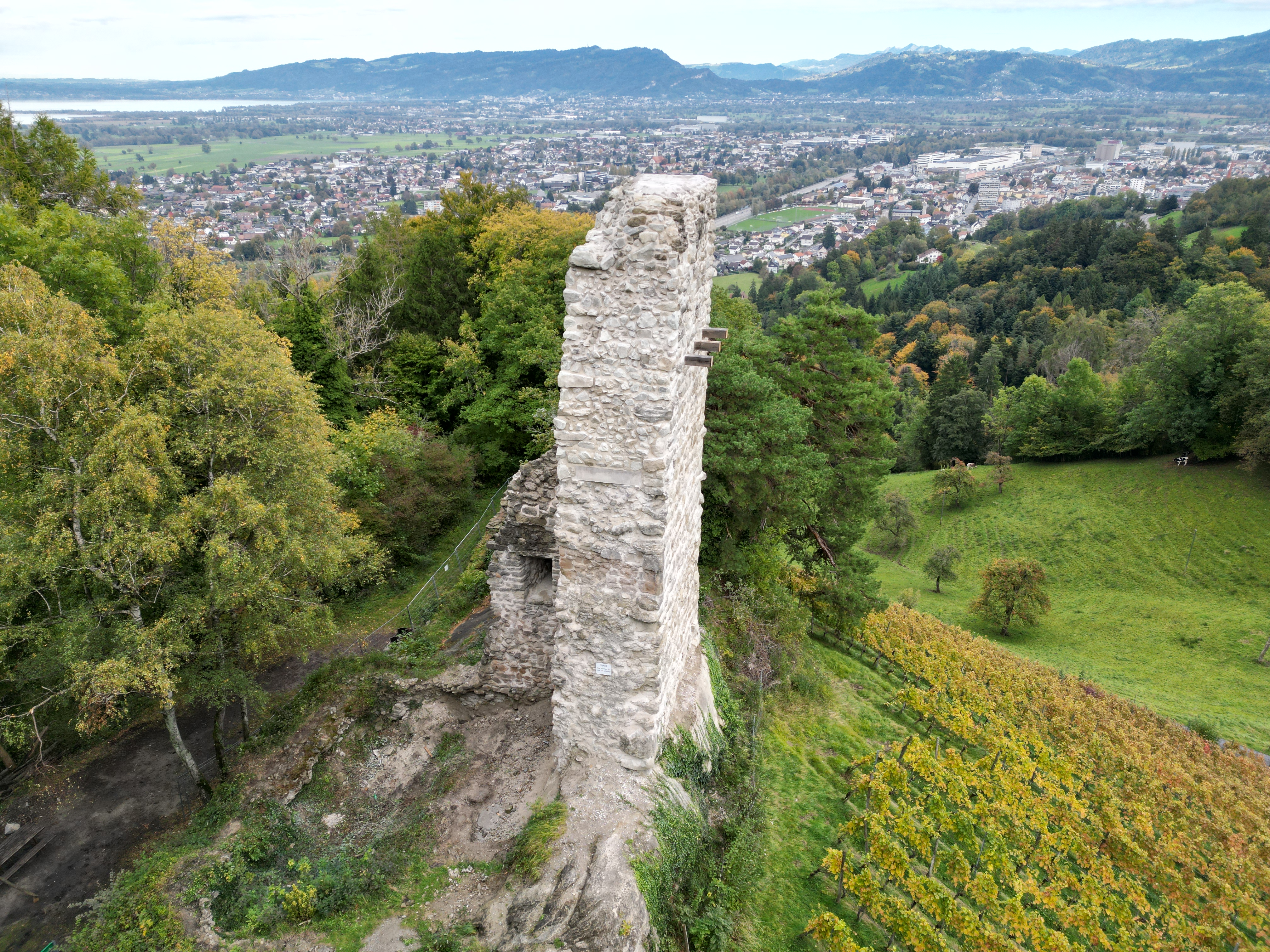
Burgruine Grimmenstein (Luftaufnahme: Blickrichtung Osten)
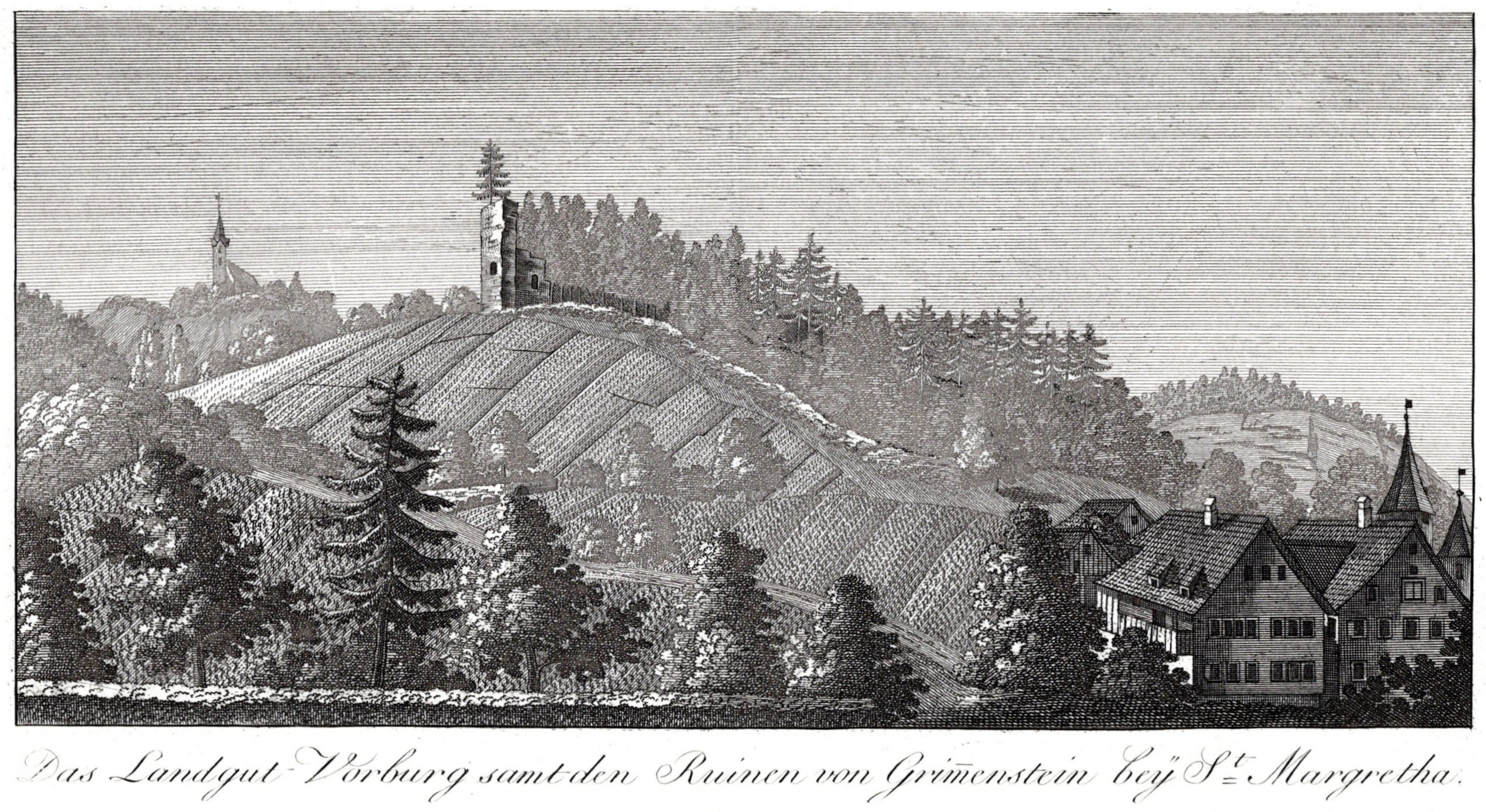
Burgruine Grimmenstein um 1805 (Conrad Sulzberger[3], Kupferstich)